# Remigia nigripunctata
Remigia nigripunctata är en fjärilsart som beskrevs av W. Warren 1913. Remigia nigripunctata ingår i släktet Remigia och familjen nattflyn. Inga underarter finns listade.